# كريس فلوريس
كريس فلوريس (10 مايو 1990 في الولايات المتحدة - ) (بالإنجليزية: Chris Flores)‏ هو لاعب كرة سلة أمريكي في مركزي مدافع مسدد الهدف وهجوم خلفي. لعب مع NJIT Highlanders men's basketball ‏.

## وصلات خارجية
- كريس فلوريس على موقع كلية كرة السلة في سبورتس رفرنس.كوم (الإنجليزية)
- كريس فلوريس على موقع بروبوليرز (الإنجليزية)